# Yang Jiin
Yang Jiin (n. 20 mai 2003) este o trăgătoare de tir ce a reprezentat Coreea de Sud, medaliată olimpică. A participat la o ediție a Jocurilor Olimpice (2024) în care a câștigat o medalie de aur.

## Participări
Lista de mai jos prezintă principalele competiții la care a participat Yang Jiin de-a lungul carierei.
- Tir la Jocurile Olimpice de vară din 2024 - pistol 25 m (feminin)[2][3]